# Själsöån
Själsöån is een van de (relatief) kleine riviertjes die het Zweedse eiland Gotland rijk is. De rivier staat bekend als paaigebied van de forel en rivierprik. Echter dat gebied is niet elk jaar even groot. Soms staat de bovenloop in de zomers droog, maar soms kolkt het water ook buiten haar oevers. De visstand liep in de loop der jaren terug in verband met het verstopt raken van de waterweg met bomen en takken en ander natuurlijk materiaal. Er is daarom grote schoonmaak gehouden zodat het water wat beter doorstroomt. Er zijn plannen om rond de monding van de rivier in de Oostzee een natuurreservaat in te richten. 
De Själsöån heeft haar naam te danken aan het dorp Själsö en betekent daardoor rivier (ån) van Robbeneiland (säl is Zweeds voor rob, ö voor eiland).